# Sosna bursztynowa
Sosna bursztynowa, sosna balsamiczna (Pinus succinifera (Göppert) Conwentz) – nazwa wymarłego gatunku sosny, występującego na początku trzeciorzędu na terenach nadbałtyckich (obecna Polska, Rosja, Litwa, Łotwa, Estonia), którego żywica była źródłem bursztynu bałtyckiego. 
Po raz pierwszy o drzewie, które dało bursztyn bałtycki, napisał J. Aycke w 1835 roku uznając je za nieznany gatunek sosny. W 1836 roku Heinrich Göppert nazwał ten gatunek Pinites succinifer, uznając go za przedstawiciela wymarłego rodzaju z rodziny sosnowatych (Pinaceae). Według Göpperta było to drzewo obficie produkujące żywicę, która po zastygnięciu przekształciła się w bursztyn. Od tamtej pory drzewo będące źródłem bursztynu bałtyckiego było różnie klasyfikowane i otrzymało wiele nazw (patrz tabela poniżej). Badania morfologiczne i anatomiczne skamieniałości z bursztynu bałtyckiego (Conwentz 1890, Kurt Schubert 1961) umiejscowiły gatunek w rodzaju sosna, ze względu na brak znaczących różnic w budowie drewna w stosunku do sosen występujących współcześnie. Gatunek nazwano Pinus succinifera Conwentz. Późniejsze badania (Beck 1964, Savkevich and Ahakhs 1964, Langenheim 1969) z wykorzystaniem spektroskopii IR wskazywały na pochodzenie bursztynu od żywicy gatunku spokrewnionego ze współcześnie występującym w Nowej Zelandii Agathis australis z rodziny araukariowatych. Także kolejne badania (Poinar and Haverkamp, 1985) z użyciem chromatografii gazowej i spektrometrii mas potwierdziły te wyniki. Chociaż w bursztynie bałtyckim zachowały się fragmenty wielu przedstawicieli iglastych, należących do różnych rodzajów, nie rozpoznano w nich jak dotąd żadnego przedstawiciela araukariowatych. Później podano w wątpliwość, że źródłem bursztynu bałtyckiego mógł być jeden gatunek. Wyniki badań morfologicznych i spektroskopowych prowadzą do hipotezy o wymarłym rodzaju pośrednim między sosną a agatis.
| Rodzaj badania                           | Gatunek lub rodzaj                       | Rodzina       | Autor badania, rok       |
| ---------------------------------------- | ---------------------------------------- | ------------- | ------------------------ |
| morfologiczno-anatomiczne                | Pinus sp.                                | Pinaceae      | Aycke, 1835              |
| morfologiczno-anatomiczne                | Pinites succinifer Göppert               | Pinaceae      | Göppert, 1836            |
| morfologiczno-anatomiczne                | Abies bituminosa Haczewski               | Pinaceae      | Haczewski, 1838          |
| morfologiczno-anatomiczne                | Pinites succinifer Göppert & Berendt     | Pinaceae      | Göppert & Berendt, 1845  |
| morfologiczno-anatomiczne                | Taxaxylum electrochyton Menge            | Pinaceae      | Menge, 1858              |
| morfologiczno-anatomiczne                | Pityaxylon succiniferum Krasu            | Pinaceae      | Schimper, 1870-72        |
| morfologiczno-anatomiczne                | Picea succinifera Conwentz               | Pinaceae      | Conwentz, 1886           |
| morfologiczno-anatomiczne                | Pinus succinifera (Göppert) Conwentz     | Pinaceae      | Conwentz, 1890           |
| morfologiczno-anatomiczne                | Pinus succinifera Conwentz emd. Schubert | Pinaceae      | Schubert, 1961           |
| spektroskopia IR                         | Agathis                                  | Araucariaceae | Langenheim, 1969         |
| spektroskopia IR                         | Agathis                                  | Araucariaceae | Thomas, 1969             |
| analiza chemiczna                        | Pinus                                    | Pinaceae      | Rottländer, 1970         |
| spektroskopia IR, analiza chemiczna      | Agathis                                  | Araucariaceae | Gough & Mills, 1972      |
| analiza żywicy                           | Pinus halepensis Miller                  | Pinaceae      | Mosini & Samperi, 1985   |
| chromatografia gazowa, spektrometria mas | Agathis                                  | Araucariaceae | Poinar & Haverkamp, 1985 |

Przypuszcza się, że nadmierne wydzielanie żywicy było spowodowane nagłą zmianą klimatu, prawdopodobnie na znacznie wilgotniejszy. Nie wyklucza się także, że nadmierna produkcja żywicy była reakcją obronną na masowy atak pasożyta, lub że żywica wytwarzana normalnie gromadziła się przez miliony lat.